# Tach Gayint
Tach Gayint är ett distrikt i Etiopien som ligger i den centrala delen av landet, 300 km norr om huvudstaden Addis Abeba.